# Massacre de Zaria
Le massacre de Zaria  a lieu du 12 au 14 décembre 2015 au Nigeria, au moins 350 partisans du Mouvement islamique du Nigeria (MIN), une organisation chiite, sont tués par l'armée nigériane.

## Contexte
Depuis plusieurs années le Mouvement islamique du Nigeria (MIN), une organisation islamiste chiite soutenue par l'Iran, continue de s'étendre au Nigeria. Créée dans les années 1980, elle milite pour l'instauration d'une République islamique. En 2015, le MIN compte plusieurs milliers de partisans, bien que les chiites soient minoritaires parmi les musulmans nigérians, sunnites à 80 %. Le MIN est basé à Zaria, où une grande mosquée a été construite par ses partisans. Cependant cette montée en puissance inquiète l'État nigérian, dont l'autorité n'est pas reconnue par le MIN. En juillet 2014, 30 personnes du mouvement sont tuées dans des affrontements avec l'armée au cours d'une procession religieuse,.

## Déroulement

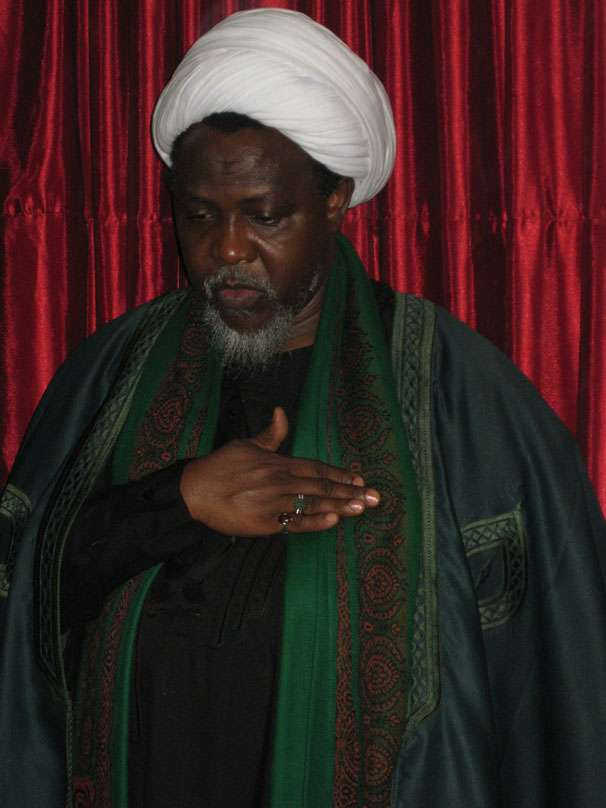
Ibraheem Yaqoub Zakzaky, chef du Mouvement islamique du Nigeria.

Les affrontements éclatent le 12 décembre 2015 près de la Hussainiyya, la base du Mouvement islamique du Nigeria (MIN). Les membres du mouvement chiite organisent ce jour-là une procession lorsqu'un convoi militaire se présente devant un barrage routier tenu par des partisans du MIN, armés de machettes, de couteaux et de matraques. Les militaires nigérians, parmi lesquels se trouvent le général Tukur Yusuf Buratai, chef de l'état-major de l'armée de terre, se rendent alors à une cérémonie de recrutement de soldats dans une garnison de Zaria. Les membres du MIN refusent de lever le barrage pour laisser passer l'armée et la situation dégénère. L'armée accuse alors de MIN de l'avoir attaqué pour tenter d'assassiner son chef d'état-major, ce que les membres du mouvement chiite nient,,,.
Après ce premier combat, l'armée nigériane se déploie dans des zones de rassemblent de sympathisants du MIN et dans la Hussainiyya, le complexe résidentiel d'Ibraheem Yaqoub Zakzaky, le chef du mouvement chiite. Le lieu est défendu par plusieurs centaines d'hommes, mais ces derniers ne sont armés que de bâtons, de machettes et de pierres. L'assaut des militaires fait plusieurs morts dès le premier jour,,.
Le 13 décembre, deux bâtiments du complexe résidentiel, utilisés comme centre médical et comme morgue, sont attaqués par les soldats. Ces derniers tuent plusieurs personnes par balles puis mettent le feu aux bâtiments. Plusieurs blessés, peut-être plusieurs dizaines, meurent brûlés vifs dans les flammes. La grande mosquée, construite par le MIN à Zaria, est également détruite.
Le 14 décembre, le chef du MIN, Ibraheem Yaqoub Zakzaky, blessé, est arrêté avec son épouse,,. Le numéro 2 du mouvement, Muhammad Turi, est aussi grièvement blessé,.
Le 15 décembre, l'Iran proteste officiellement auprès du Nigeria et réclame la création d'une commission d'enquête, des soins pour les blessés et des compensations financières pour les victimes de dégâts matériels.

## Bilan humain
Après les tueries, l'armée tente de dissimuler les traces du massacres. Le complexe résidentiel d'al-Zakzaky et la Hussainiyya sont bouclés, plusieurs bâtiments sont rasés, des taches de sang sont lavées et les cartouches ramassées dans les rues. Les corps sont emmenés à la morgue de l'hôpital universitaire d'Ahmadu Bello à Zaria et entassés tandis que les soldats bouclent la zone pendant deux jours. Les corps sont enterrés dans un charnier creusé dans la nuit à la pelleteuse, près de Mando, près de Kaduna, sur une zone d'environ 1 000 mètres carrés,.
Le 23 décembre, Human Rights Watch déclare que plus de 300 membres du MIN ont été tués par l'armée nigériane « sans qu'il y ait eu de provocation préalable ». Selon Daniel Bekele, directeur de l'ONG pour l'Afrique : « Il est presque impossible de comprendre comment une barricade érigée par des jeunes gens en colère a pu justifier le meurtre de centaines de personnes, il s'agit au mieux d'une réaction disproportionnée, et au pire d'une attaque planifiée sur un groupe chiite minoritaire ». Aucun bilan officiel n'est publié par l'armée nigériane qui dément ces accusations,. Une source médicale de l'AFP affirme de son côté avoir compté 400 corps à la morgue de l'hôpital universitaire Ahmadu Bello le soir du 12 décembre.
Une commission d'enquête est mise en place et le 11 avril 2016, un charnier contenant au moins 347 corps, dont ceux de femmes et d'enfants, est exhumé. Selon Muhammad Namadi Musa, directeur général du Bureau interconfessionnel de l'État de Kaduna, 156 corps ont été comptés à l'hôpital universitaire Ahmadu Bello et 191 autres sur la base militaire de Zaria,. De son côté le MIN affirme être sans nouvelle de 730 de ses membres, estimant que ces derniers ont été tués ou bien sont toujours détenus. En février, le ministère public avait déclaré que 191 chiites avaient été inculpés pour « violation de la législation sur les armes à feu et l'ordre public ».
Le 22 avril 2016, Amnesty International publie un rapport accusant l'armée nigériane d'avoir massacré au moins 350 personnes à Zaria, hommes, femmes et enfants. Selon l'ONG, « des corps ont été abandonnés dans les rues et empilés devant la morgue. Des personnes blessées ont été brûlées vives par l'armée », elle accuse également les autorités d'avoir, par des « manœuvres grossières », tenté de détruire ou de dissimuler des éléments de preuve,,.
Le 31 juillet 2016, une commission d'enquête judiciaire confirme que 349 membres de la communauté chiite ont été massacrés par l'armée nigériane en décembre 2015.